# Xystochroma setigerum
Xystochroma setigerum är en skalbaggsart som först beskrevs av Schmidt 1924.  Xystochroma setigerum ingår i släktet Xystochroma och familjen långhorningar. Inga underarter finns listade i Catalogue of Life.